# 中和廣濟宮
25°00′03″N 121°30′05″E / 25.000705°N 121.501358°E
中和廣濟宮，是位於臺灣新北市中和區廟美里的主祀開漳聖王廟，與一旁的中和福和宮合稱「中和大廟」，也是當地信仰中心。

## 沿革歷史
中和地區早年因瓦磘溝舢舨船運之便而早開發，早年移居來此墾拓者多為信奉開漳聖王的漳州人。當時森林茂密、木工群聚，採木製板而成匠寮，因此有「枋寮」之稱，亦是當時中和泛稱。枋寮街口兩側分別在乾隆廿二年（1757年）建立了主祀開漳聖王的廣濟宮與乾隆卅一年（1766年）主祀神農大帝的福和宮。剛開始為土牆茅草廟，後來嘉慶十六年（1811年）重建。和板橋接雲寺、板橋慈惠宮、枋橋街文昌廟、及大安寮庄大墓公合稱「擺接堡五大廟」。
光緒六年（1880年），信眾捐資重建。建築為兩殿兩廊式建築，傳統木作為主要結構，有漳派木作大師陳應彬作品，龍柱為清治時期的單龍盤旋八角柱。

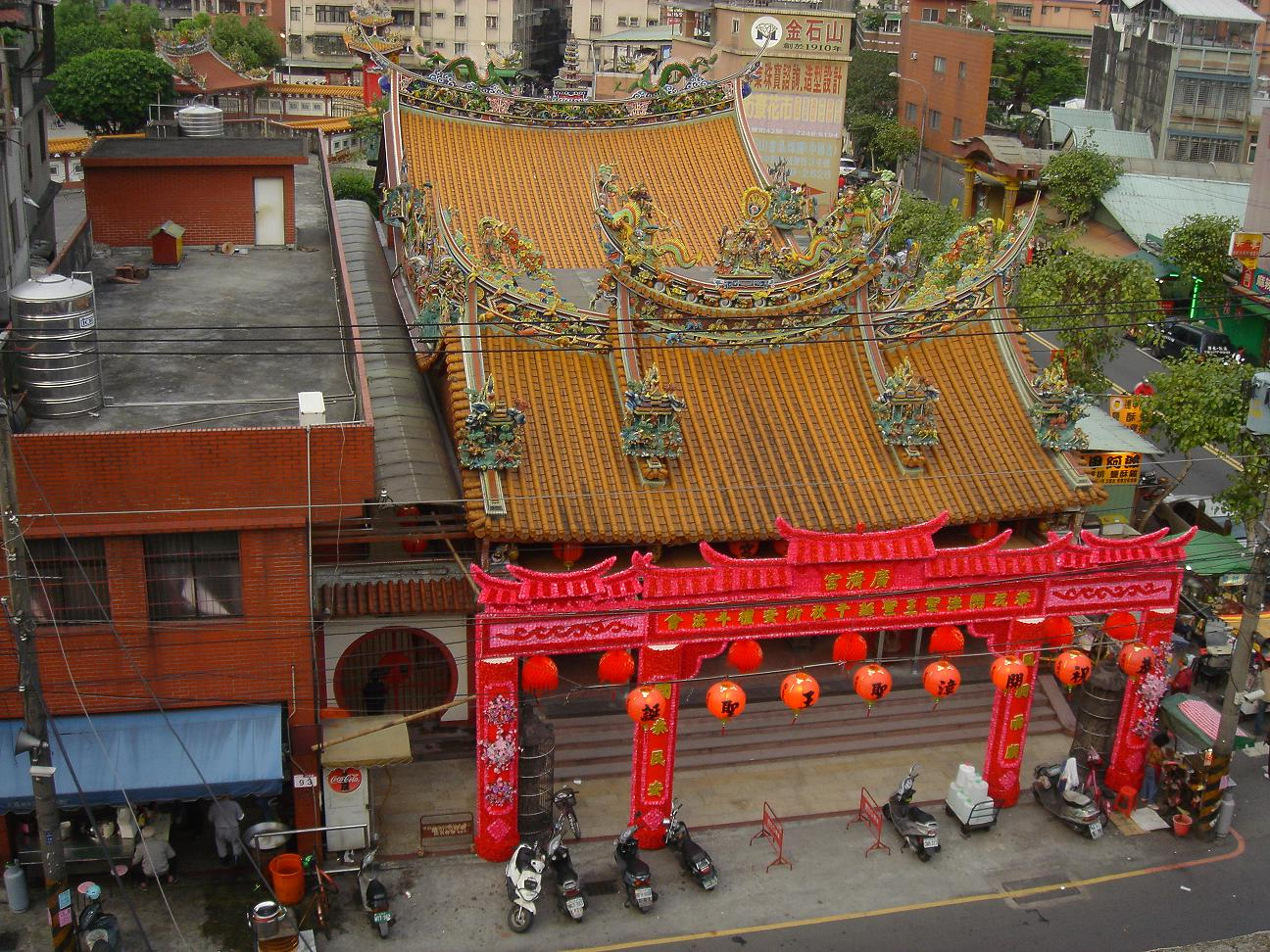
廣濟宮鳥瞰可見後方福和宮廟埕。

此廟跟福和宮成員都相同，合稱「中和大廟」，但前者香火與資產都勝於後者。1955年都市計畫將廣福路切過廣濟宮，次年鄉民聞訊紛紛向營建委員會請求修改道路。1973年，都市計畫變更時，就以恐怕會破壞兩宮等理由，將廣福路計畫道路往西南移動。廣濟宮所在處不但是中和最早發展的商圈之一，也是中和行政中心所在， 隨著人口的增加，以此廟為中心的中和廟口商圈，亦逐漸向外擴展。本次重建，是陳應彬追隨師父參與建造，根據考證，中和廣濟宮可能是陳應彬初次參加建造的寺廟建築。
1987年，整修廣濟宮屋頂。2003年1月4日，啟用文史資料館和附設圖書室，收藏廟方擁有的陳應彬、黃龜理作品。2010年起進行百年大修繕，成為今日樣貌。

## 祭祀/祀神
每年農曆二月十六日開漳聖王壽誕時，陳、林、呂、范、張、游、江等中和地方大姓會納獻歌仔戲或電影酬神，稱為「字姓戲」。2006年，首度舉行建廟兩百多年來的開漳聖王遶境。除主祀開漳聖王，還陪祀媽祖及文昌帝君，分別在農曆二月初三、二月十五、三月廿三連續慶典。
廟內祭祀分別來彰化南瑤宮、鹿港天后宮、溪北六興宮、新港奉天宮、及北港朝天宮的五尊媽祖，每年農曆十二月初六就要回鑾，直到隔年正月二十五、二十六日再恭請回到廣濟宮。
- 祀神：開漳聖王、觀音佛祖、天上聖母、文昌帝君、太歲星君、註生娘娘、中壇元帥。

農曆七月，中和廣濟宮、福和宮會在舊名「水尾」中和永和路堤防外施放水燈，由於該處車輛進出不便，故而自2014年開始移往舊名「水頭」的秀朗橋下新店溪畔施放。與擺接義塚大墓公輪到中和區輪值時放水燈同地點。